# Annie Potts
Anne Hampton Potts (Nashville, Tennessee; 28 de octubre de 1952) es una actriz estadounidense de cine y televisión.

## Primeras etapas de su vida
Annie Potts nació con el nombre Anne Hampton Potts en Nashville, Tennessee, y creció en Franklin, Kentucky, donde se graduó en el instituto Franklin-Simpson. Es hija de Powell Grisette Potts y Dorothy Harris y tiene dos hermanas, Mary Eleanor Potts Hovious y Elizabeth Grissette ("Dollie") Potts. Cuando Potts tenía 17 años, fue golpeada por un conductor ebrio. Recibió una licenciatura en Bellas Artes en teatro del Stephens College en Misuri.

## Carrera
Potts es más conocida por interpretar el papel de Janine Melnitz en las películas de Los cazafantasmas y por aparecer en la serie de televisión Designing Women. Ha tenido una amplia variedad de roles prominentes en televisión y cine. Otro papel importante es el de Mary Elizabeth (O'Brien) Sims en el show de televisión Any Day Now. Potts además puso voz a Bo Peep en las películas de Toy Story, e hizo un papel en la película de drama de John Hughes Pretty in Pink, y fue invitada-protagonista en el drama de CBS Joan of Arcadia. También apareció la película La pasión de China Blue, de Ken Russell.
Ha realizado trabajos sobre libros de audio, incluso como narradora y protagonista de "Días de telégrafos", de Larry McMurtry. Participó en la película Texasville, adaptación cinematográfica de una novela de McMurtry del mismo nombre y secuela de The Last Picture Show (1971), película que a su vez también está basada en una novela homónima del mismo autor.
Más adelante tuvo el papel de Meemaw, la abuela de Sheldon Cooper, en la serie de televisión El joven Sheldon.
Por otro lado, volvió a proporcionar la voz a Bo Peep  en Toy Story 4, cinta de 2019, también tuvo participación en un capítulo de la serie Dimensión Desconocida del año 1985 titulado "Palabras".

## Vida personal
Potts se ha casado cuatro veces y está casada actualmente con el director de series de televisión James Hayman. Es madre de tres hijos de sus diferentes matrimonios, Clay (nacido en 1981), James (nacido en 1992) y Harry (nacido en 1996). Es un miembro de la Junta Directiva del Stephens College, y ha sido fundamental en los esfuerzos de recaudación de fondos para la universidad durante muchos años.